# Good Evening Europe Tour
Il Good Evening Europe Tour è stato il decimo tour solista del musicista inglese Paul McCartney, avvenuto a dicembre 2009, che ha attraversato principalmente l'Europa.

## Antefatti e sviluppo
Il tour è stato preceduto da due tour minori: Paul McCartney's Secret Tour di giugno 2007, ovvero tre concerti a sorpresa a Camden, New York e Hollywood che videro l'apparizione di Ringo Starr e Olivia Harrison, e il Summer Live '09 di agosto 2009, un concerto esclusivo in Nord America dove McCartney si è esibito al Late Show with David Letterman in un medley di canzoni mai più esibito; dal tour fu estratto un album live intitolato Good Evening New York City.
Il Good Evening Europe si basa proprio sull'album live.
Durante il primo concerto di Amburgo, McCartney ha suonato per la primissima volta la canzone (I Want to) Come Home, nuova canzone solista che appare nel film Stanno tutti bene – Everybody's Fine di Kirk Jones.
Subito dopo si è recato al Parlamento Europeo di Bruxelles per promuovere la sua idea del "lunedì vegetariano (Meat Free Monday)", idea che è stata accolta, poi il tour è continuato in altri paesi per poi terminare all'O2 Arena.
In alcune esibizioni incorpora Foxy Lady di Jimi Hendrix per ricordarlo, mentre solo nelle esibizioni inglesi viene accompagnato dalla Scottish Higland Bagpipe Band.
Nel 2009, dopo aver visto un concerto da questo tour, un sosia di McCartney chiamato Jed Duvall ha dato vita alla band tributo Paul McCartney Experience, composta da lui ed alcuni colleghi che si esibisce in cover delle canzoni di McCartney da ogni repertorio; nel 2020 pubblicano una raccolta delle cover – The Music of Paul McCartney.

## Personale

### Paul McCartney Band
- Paul McCartney - voce solista, basso, pianoforte, chitarra acustica, chitarra elettrica, ukulele, mandolino
- Rusty Anderson - voce di supporto, chitarra elettrica, chitarra acustica
- Paul 'Wix' Wickens - voce di supporto, tastiere, chitarra elettrica, percussioni, armonica, tamburello, legnetti
- Brian Ray - voce di supporto, chitarra elettrica, chitarra acustica, basso
- Abe Laboriel Jr. - voce di supporto, batterie, percussioni

### Apparizioni/Ruoli di Supporto

#### Scotland Highland Bagpipe Band
- Sheldon Hamblin - pipe major
- Doug MacLeod - drum sergeant
- numerosi volontari - cornamusa scozzese, rullante, grancassa[4]

## Date del Tour
| Data             | Città   | Paese       | Luogo                            |
| ---------------- | ------- | ----------- | -------------------------------- |
| 2 dicembre 2009  | Amburgo | Germania    | O2 World Hamburg                 |
| 3 dicembre 2009  | Berlino | Germania    | O2 World Berlin                  |
| 9 dicembre 2009  | Arnhem  | Paesi Bassi | GelReDome                        |
| 10 dicembre 2009 | Parigi  | Francia     | Palais Omnisports de Paris-Bercy |
| 16 dicembre 2009 | Colonia | Germania    | Lanxess Arena                    |
| 17 dicembre 2009 | Colonia | Germania    | Lanxess Arena                    |
| 20 dicembre 2009 | Dublino | Irlanda     | The O2                           |
| 22 dicembre 2009 | Londra  | Inghilterra | The O2 Arena                     |

## Scaletta tipica
Ogni concerto ha la sua scaletta diversa, ma queste sono le canzoni più comuni:
1. Magical Mystery Tour (Beatles)
2. Drive My Car (Beatles)
3. Jet (Wings)
4. Only Mama Knows (solista)
5. Flaming Pie (solista)
6. Got to Get You into My Life (Beatles)
7. Let Me Roll it (Wings) (snippet Foxy Lady)
8. Highway (The Fireman)
9. The Long and Winding Road (Beatles)
10. (I Want to) Come Home (solista)
11. My Love (Wings)
12. Blackbird (Beatles)
13. Here Today (solista)
14. Dance Tonight (solista)
15. And I Love Her (Beatles)
16. Mrs. Vandeblit (Wings)
17. Eleanor Rigby (Beatles)
18. Band on the Run (Wings)
19. Ob-La Di, Ob-La Da (Beatles)
20. Sing the Changes (The Fireman)
21. Back in the U.S.S.R. (Beatles)
22. Something (Beatles)
23. I've Got a Feeling (Beatles)
24. Paperback Writer (Beatles)
25. A Day in the Life (Beatles) / Give Peace a Chance (Plastic Ono Band)
26. Let It Be (Beatles)
27. Live and Let Die (Wings)
28. Hey Jude (Beatles)
29. Wonderful Christmastime (solista)

Segmento Encore
1. Day Tripper (Beatles)
2. Lady Madonna (Beatles)
3. Get Back (Beatles)
4. Yesterday (Beatles)
5. Helter Skelter (Beatles)
6. Sgt. Pepper's Lonely Hearts Club Band (Reprise) / The End (Beatles)